# Parfums Wouroud
Parfums Wouroud est une entreprise algérienne de cosmétiques. Elle est fondée à El Oued en 1983. Elle exporte ses produits vers le Mexique, l'Afrique du Sud, le Brésil, le Qatar, le Maroc, la Libye et le Soudan.

## Historique
Parfums Wouroud est fondée en 1983 par l'ingénieur chimiste Mohamed Bachir Djedidi. 
En 1985, Parfums Wouroud invente un parfum à partir de la pierre d'alun, une matière disponible dans la région d'El-Oued.

## Marques et produits
Parfums Wouroud produit plusieurs gammes de parfums, d'eaux de toilette, déodorants, après rasage, pochettes parfumées. 
Parmi ses collections, Borane, Danesia, Darling, El Senõr, Elu, Eros, Féminin, Junior, Mawja, Merci, Miss de Wouroud, Océan, Option, Oscar, Samba, Sixième sens, Top Secret, Ulysse, Wouroud de Wouroud. 